# ローディー・ガーデン

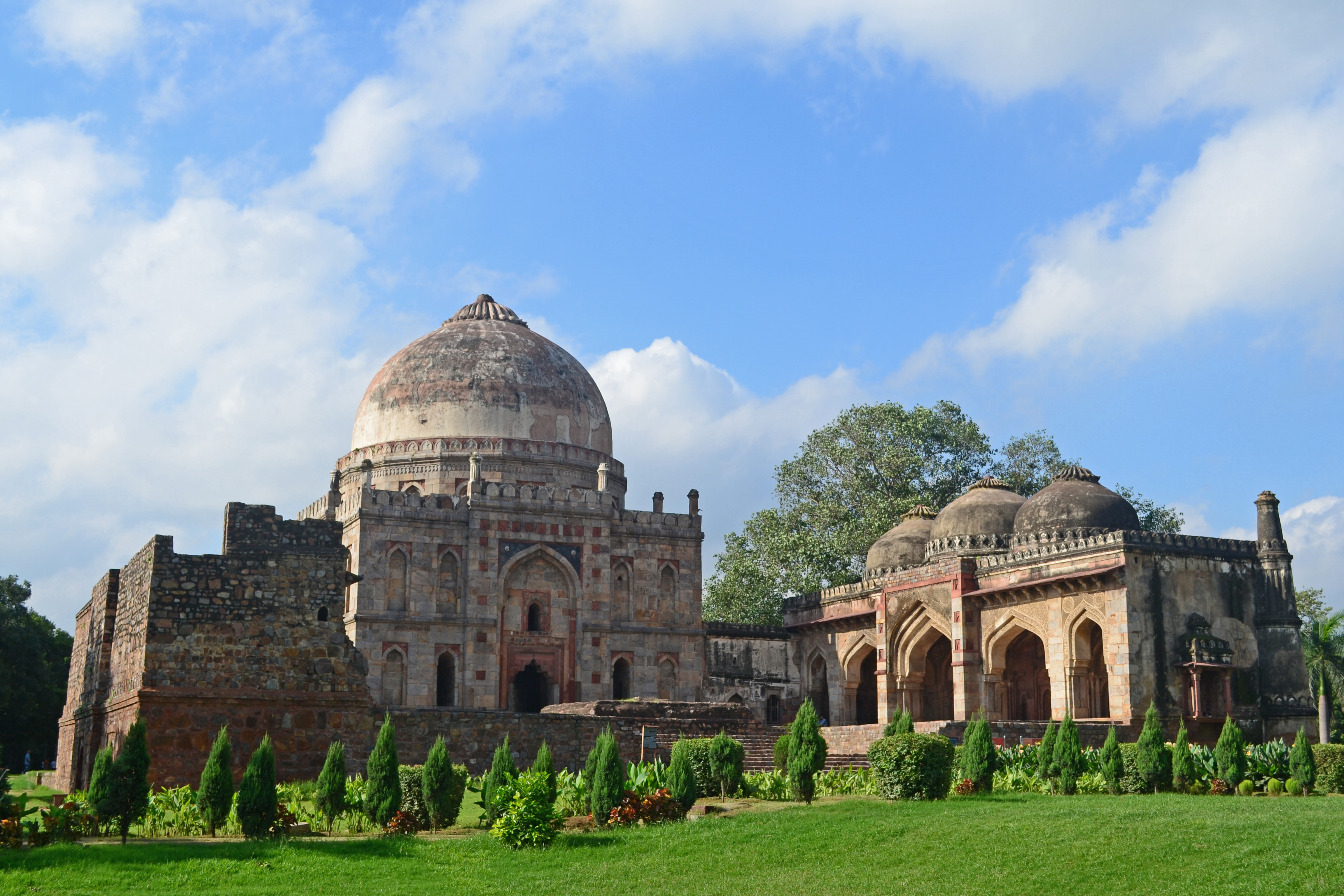
バラー・グンバド

ローディー・ガーデン（ヒンディー語：लोधी बाग़、英語：Lodi Gardens）は、インドのデリーにある庭園。ローディー朝の君主シカンダル・ローディーの霊廟、シーシャー・グンバド、バラー・グンバドがある。面積は90エーカー (360,000 m2),。

## 歴史

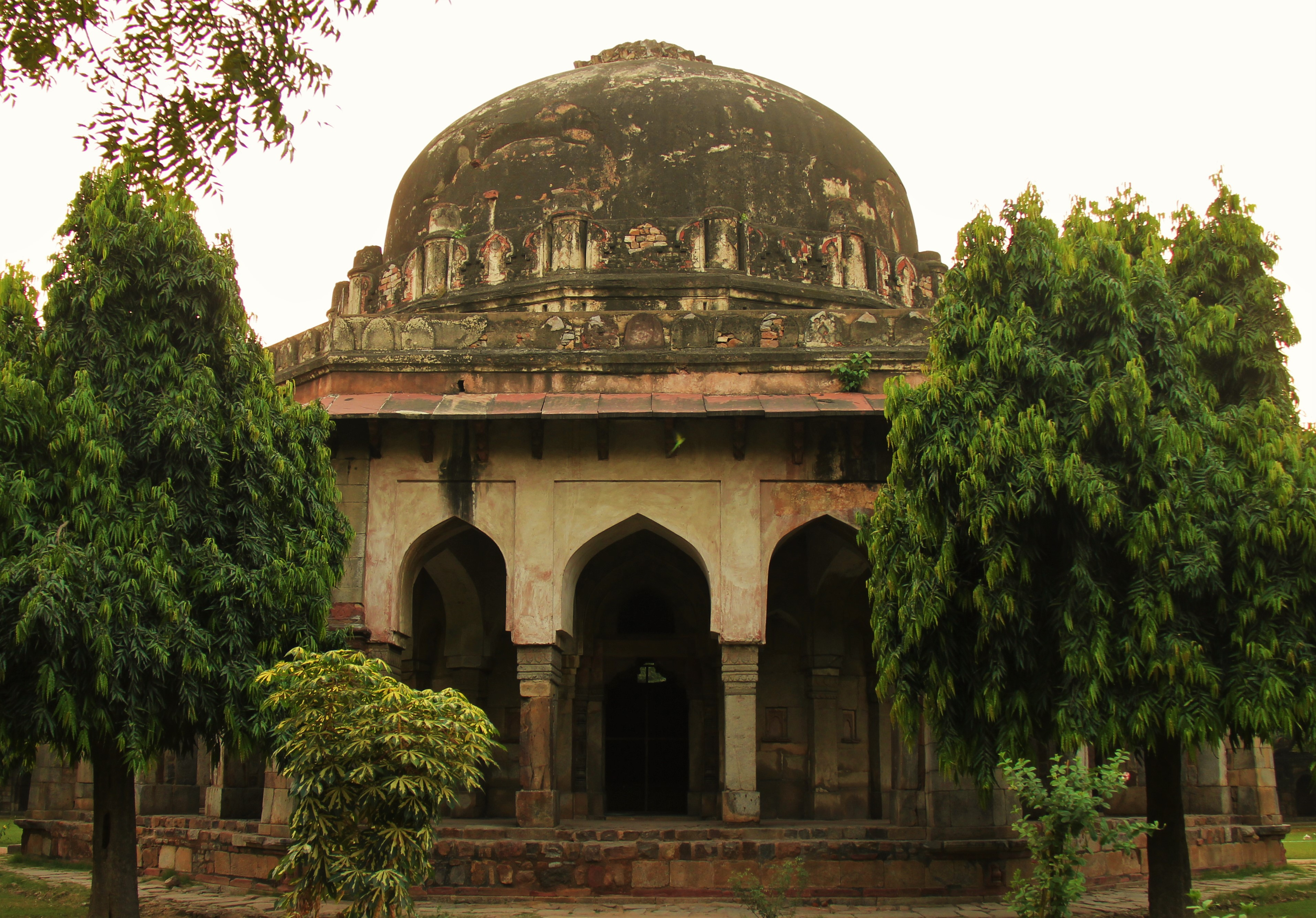
シカンダル・ローディーの墓廟

1444年、サイイド朝のアラー・ウッディーン・アーラム・シャーによって建設された。
1517年、シカンダル・ローディーの死後、息子イブラーヒーム・ローディーはその墓廟を建設した。